# 大月市消防本部
大月市消防本部（おおつきししょうぼうほんぶ）は、山梨県大月市の消防部局（消防本部）。管轄区域は大月市、北都留郡小菅村及び丹波山村全域。小菅村及び丹波山村は大月市に常備消防事務を委託している。

## 概要
- 消防本部：大月市大月町花咲1608-19
- 管内面積：434.33km2
- 職員定数：69人
- 消防署1カ所、出張所2カ所
- 主力機械（2022年4月1日現在）
  - 消防ポンプ自動車：3
  - 屈折はしご付消防ポンプ自動車(上野原市消防本部と共同運用）：1
  - 小型動力ポンプ付き水槽車（II型）：1
  - 救助工作車：1
  - 小型ポンプ積載車：1
  - 資機材搬送車：1
  - 指揮車：1
  - 原因調査車：1
  - 査察車：1
  - 広報車：2
  - 災害多目的車:1
  - 除雪用ホイールローダー:1
  - 救急自動車：5

## 沿革
- 1965年4月　大月市消防本部及び大月市消防署を開設する。
- 1968年10月　消防本部及び消防署を移転する。
- 1970年4月　消防本部及び消防署を現在地に移転する。
- 1975年4月　小菅村及び丹波山村の常備消防事務の受託に伴い、小菅出張所及び丹波山出張所を開設する。
- 1995年12月　高規格救急車を消防署に配備する。（1996年4月運用開始）
- 2015年(平成27年）4月　都留市消防本部、上野原市消防本部とともに山梨県東部消防指令センターの共同運用を開始（3月9日より試験運用）[1]。
- 2016年(平成28年）5月　丹波山出張所を北都留郡丹波山村871-1に移転
- 2020年(令和2年）3月　小菅出張所を北都留郡小菅村3384に移転

## 組織
- 本部 - 消防課
- 消防署

## 消防署
| 消防署       | 住所                    | 出張所                                                 |
| ------------ | ----------------------- | ------------------------------------------------------ |
| 大月市消防署 | 大月市大月町花咲1608-19 | 小菅：北都留郡小菅村3384 丹波山：北都留郡丹波山村871-1 |